# Les Souffrances du jeune Werther (nouvelle)
Pour les articles homonymes, voir Les Souffrances du jeune Werther et Les Souffrances du jeune Werther (film).
Les Souffrances du jeune Werther est une nouvelle d'André Maurois racontant les circonstances de rédaction de l'ouvrage homonyme de Johann Wolfgang von Goethe et publiée pour la première fois en 1926 chez Jacques Schiffrin aux éditions de la Pléiade, puis la même année au sein du recueil Meïpe ou la Délivrance, avant d'être définitivement incluse au sein des Mondes imaginaires en 1929.

## Résumé
Les Souffrances du jeune Werther s'ouvre sur le séjour du jeune Goethe à Strasbourg durant lequel, tout en visitant la cathédrale de la ville, il songe à une éventuelle carrière littéraire qui le conduirait à écrire un Faust (dont il juge médiocres les précédentes adaptations de Johann Spies et de Georg Wiedmann) et à la fin de son idylle avec Frédérique Brion. Envoyé à Wetzlar par son père pour y effectuer un stage à la Chambre Impériale, il y fait la rencontre de deux autres secrétaires relativement solitaires, le jeune Jérusalem de la Légation de Brunswick et Johann Christian Kestner de la Légation de Hanovre.
Rapidement, il fait également la connaissance de Charlotte Buff, fiancée de Kestner, pour laquelle il ne tarde pas à ressentir de vifs sentiments : si celle-ci accepte de passer de longues heures en compagnie de Goethe, en raison du charme de celui-ci comme des absences de son fiancé qui se révèle très occupé par son travail, elle refuse cependant de répondre à la moindre de ses avances ; lorsque Goethe, dans un excès de désir l'embrasse, elle le répète immédiatement à Kestner qui, confiant en la fidélité de son amie, la laisse décourager son rival.
Les trois jeunes gens finissent rapidement par devenir amis, et prennent l'habitude de faire ensemble de longues promenades jusqu'au départ de Goethe : celui-ci, bien que toujours pris de passion pour Charlotte, estime avoir puisé assez de matière littéraire dans cette relation et sent qu'il ne peut rester à Wetzlar sans risquer de stagner en tant qu'auteur (pour cette même raison, il en est également venu à rejeter toute idée de mariage). Après avoir descendu le Rhin en bateau et fait escale chez la femme du conseiller de la Roche, dont il rencontre la fille Maximiliane, il retourne auprès de son père à Francfort.
Là-bas, Goethe continue d'entretenir une correspondance avec ses deux amis, qui finissent par se marier ; il y apprend également la mort de Jérusalem, qui s'est suicidé à la suite d'un chagrin d'amour, événement dont il demande à Kestner un récit très détaillé. Si la trame des Souffrances du jeune Werther commence à s'imposer à son esprit, ce sont ses retrouvailles avec Maximiliane de la Roche, mariée au riche marchand Peter Anton Brentano, veuf âgé de quinze ans de plus qu'elle, qui lui fournissent les éléments manquants : en réponse à la jalousie de ce mari et à des conventions sociales dont il souffre, Goethe se met enfin à écrire son livre ; sous sa plume naissent en quatre semaines les personnages de Werther (« Goethe s'il n'avait été artiste »), d'Albert (« Kestner un peu plus mesquin, doué de la jalousie de Brentano et de la raison de Goethe lui-même ») et de Lotte (Charlotte, « mais élevée par Mme de la Roche, lisant Rousseau et Klopstock »).
Après avoir achevé son ouvrage, il le fait rapidement parvenir au couple Kestner, dont il espère une réaction enjouée : ceux-ci, particulièrement le mari, sont mortifiés de ce qu'ils considèrent comme une transcription grossière de leur histoire commune, mêlée à une affaire de mœurs sordide ; ils finissent néanmoins par lui pardonner, mais leur correspondance finit rapidement par se tarir. Dans l'intervalle, Les Souffrances du jeune Werther deviennt un succès de librairie dans toute l'Europe.
La nouvelle s'achève en 1816, bien après la mort Johann Christian Kestner ; Charlotte, de passage à Weimar où se trouve Goethe, devenu Ministre d’État, lui rend visite, ne l'ayant pas revu depuis leur jeunesse à Wetzlar. Bien que polie, la conversation tourne rapidement court, l'un et l'autre n'ayant plus rien à se dire : en sortant Charlotte se fait la réflexion qu'elle n'aurait probablement pas reconnu son vieil ami si elle l'avait simplement croisé dans la rue. L'auteur conclut par ces mots : « C'est qu'en vérité le Docteur Goethe était mort depuis longtemps ; morte aussi la Fräulein Lotte Buff qui avait tant aimé la danse et les promenades au clair de lune. De tous les personnages de cette histoire, un seul était encore vivant, c'était le malheureux Werther. »

## Analyse
Pour André Maurois, ses Souffrances du jeune Werther traite « de la délivrance de l'auteur par ses créatures », sujet qu'il aurait pu également évoquer selon lui au travers de la rédaction de La Duchesse de Langeais de Balzac, de La Confession d'un Enfant du Siècle de Musset ou de David Copperfield de Dickens.

« Goethe, dans l'esprit de Goethe, s'était transformé en Werther ; Goethe, romancier, avait tué Goethe personnage. Après quoi le suicide devenait inutile. Le poète était délivré. Tels sont les miracles de l'art. »

— André Maurois

## Éditions

### Éditions francophones
- André Maurois, « Les souffrances du jeune Werther » in La Revue française, 1er janvier 1926, pp. 5-44[3].
- André Maurois, Les souffrances du jeune Werther, illustrations de Alexandre Benois, Paris, J. Schiffrin, 1926, 131 p.[4]
- André Maurois, Meïpe ou la Délivrance, Paris, Bernard Grasset, 1926, 224 p.[5]
- André Maurois, Meïpe ou la Délivrance, bois originaux de Emmanuel Poirier, Paris, V. Ferenczi et fils, coll. « Le livre moderne illustré », 1927, 158 p.[6]
- André Maurois, Les Mondes imaginaires, Paris, Bernard Grasset, 1929 (réédition en 1930), 251 p.[7]
- André Maurois, Œuvres complètes : Les Mondes impossibles - Les Mondes imaginaires - Tu ne commettras point d'adultère, t.  VII, bois de Louis Jou, Paris, Grasset, 1951[8].

### Traductions
- André Maurois, Mape, traduction anglaise d'Eric Sutton avec quatre gravures de Constance Grant, Londres, John Lane et The Bodley Head, 1926.
- André Maurois, Mape : The World of Illusion. Goethe, Balzac, Mrs. Siddons, New York, D. Appleton, 1926.